# 13th Pennsylvania Reserve Regiment
Le treizième régiment de réserve de Pennsylvanie, également connu sous les noms de 42e d'infanterie volontaire de Pennsylvanie, le 1er fusilier (Rifles) de Pennsylvanie, le Kane's Rifles, et communément surnommé les « Bucktails », était un régiment d'infanterie d'engagés volontaires (volunteers) levé dans l'état de Pennsylvanie pour servir dans l'Armée de l'Union durant la guerre de Sécession. Il faisait partie de la célèbre division de la réserve de Pennsylvanie dans l'armée du Potomac durant la majeure partie du début et du milieu de la guerre et servit sur le théâtre oriental lors de nombreuses batailles importantes, notamment Antietam, Fredericksburg et Gettysburg. 
La désignation « rifles », était un terme qui différenciait dans les précédents siècles les porteurs de fusils modernes, confiés aux meilleurs soldats, face aux mousquets classiques ; les «  Bucktails » étaient armés de fusils à chargement par la culasse Sharps modèle 1859, destinés aux meilleurs tireurs. Du fait de cet armement et de leur efficience au combat, ils furent souvent utilisés non en ligne mais dans des rôles de chasseurs, tirailleurs ou tireurs d'élite (sharpshooters). Portant la tenue bleue commune de l'Armée des États-Unis « régulière », ils s'en distinguaient toutefois par l'ajout sur la coiffe d'une queue de daim qui leur valut ce surnom de bucktail. D'autres unités pennsylvaniennes usèrent de l'attribut et du surnom.  

## Histoire

### Organisation
Le régiment était composé de dix compagnies issues d'un comté (indiqué entre parenthèses), noté réglementairement de A à K (sans le J) et portant une appellation (en italique) : A Anderson Guards (Tioga), B Morgan Rifles (Perry), C Cameron Rifles (Cameron), D Raftsman's Guards (Warren), E Tioga Rifles (Tioga), F Irish Infantry (Carbon), G Elk Rifles (Elk), H Wayne Independent Rifles (Chester), I  McKean Rifles (McKean), K Raftsman's Rangers (Clearfield).

### Service
Le 13th Pennsylvania Reserves fut constitué à Harrisburg, en Pennsylvanie, le 21 juin 1861. Thomas L. Kane fut élu colonel, Charles John Biddle lieutenant-colonel et Roy Stone major. Kane, en tant que civil, voulait que Biddle, un ancien combattant de la guerre américano-mexicaine, soit colonel, et une deuxième élection eut lieu, réalisant le vœu de Kane. L'unité fit partie de la réserve de Pennsylvanie durant la majeure partie de son service dans l'armée de l'Union. Le régiment reçut initialement des mousquets à canon lisse de calibre .69, mais certains hommes ne les acceptèrent pas, insistant sur le fait qu’ils étaient un régiment de fusiliers. Ils ont finalement reçu des fusils de calibre .58 et les ont utilisés jusqu'en août 1862. Le Treizième de réserve a d'abord été affecté à garnison dans le Maryland. Le 12 juillet, un groupe d'éclaireurs dirigé par Kane et composé de soixante hommes fut encerclé par des cavaliers sudistes au village de New Creek, et les combattit, tuant huit confédérés et en blessant seize autres. Après avoir reçu des renforts, Kane se rendit à Ridgeville, qu'il captura après une escarmouche. 
À l'automne, il fut affecté au V corps de l'armée du Potomac, qui servait alors dans la vallée de Shenandoah. Le 20 octobre, il est dirigé vers Dranesville, où le colonel Kane est blessé à la bouche alors qu'il repoussait les Confédérés. Lors d'une réorganisation du régiment en janvier 1862, Hugh W. McNeil est élu colonel et Kane lieutenant-colonel, mais Stone reste major. Biddle avait démissionné pour rejoindre le Congrès. Au cours de la campagne de la péninsule, la division des réserves de la Pennsylvanie fut affectée au I Corps ; une partie seulement du régiment se rendit dans la péninsule, les compagnies C, G, H et I, sous le commandement de Kane, restant dans la vallée. Ce bataillon provisoire a participé à plusieurs batailles de la campagne de la vallée de Shenandoah en 1862, dont l'escarmouche de Good's Farm. 
Lors de la bataille de Harrisonburg le 6 juin, dans le but de sauver le capitaine Haines et ses blessés du 1st New Jersey Cavalry, le régiment fixa la brigade de Steuart, notamment le 44th Virginia Infantry, le 58th Virginia Infantry, le 1st Maryland Infantry et un régiment de Louisiane durant une heure, tuant le général Turner Ashby. Le colonel Kane fut capturé lors de la retraite. Ils avaient perdu 52 hommes et les Confédérés plus de 500. 
Les six autres compagnies passèrent sous le commandement du major Stone. Pendant la retraite de Richmond, ils perdirent une compagnie dans un marais, puis furent battus à Gaines Mill. Deux autres compagnies furent perdues lors de la retraite. Stone prit ensuite le commandement d'un autre régiment. Après la campagne de la péninsule, le régiment a servi dans la campagne du nord de la Virginie et a participé à la défense de Henry House Hill pendant les dernières heures de la seconde bataille de Bull Run. 
Début septembre, les deux bataillons furent réunis sous le commandement de McNeil, malade. la Pennsylvania Reserve Division fut désormais désignée comme la troisième division du Ier corps de l'armée du Potomac. Le régiment fut réarmé avec des fusils Sharps à chargement par la culasse avant de se lancer dans la campagne du Maryland. À Bull Run, Kane fut promu brigadier général pour avoir couvert la retraite de Pope. Son poste fut repris par Edward Irvin. Le nouveau major était Alanson Niles. Le régiment est décimé à Antietam et perd le colonel McNeill. Le nouveau commandant fut Charles Taylor, qui avait été capturé deux fois par les Confédérés. Les « Bucktails » participèrent à l'assaut sur Fredericksburg. Irwin blessé fut démobilisé et Niles devint lieutenant-colonel. La division des réserves de Pennsylvanie, épuisée par des mois de campagne, fut au début de 1863 envoyée en dépôt à Washington. Le « Kane's Rifles » n’a donc pas participé à la campagne de Chancellorsville. 
Avant la campagne de Gettysburg, le 13e Pennsylvanie est réaffecté à la division des réserves de Pennsylvanie et fut versé au Ve corps. Niles fut blessé et Taylor tué à Little Round Top, laissant le major Hartshorn aux commandes. Ils marchèrent ensuite vers Spotsylvania pour leur dernier combat. Le régiment fut démobilisé le 11 juin 1864. Les vétérans volontaires pour un nouvel engagement furent transférés au 190th Pennsylvania Infantry. 

## Pertes
- Tués et mortellement blessés : 11 officiers, 151 hommes enrôlés
- Décédés par maladie : 2 officiers, 88 hommes enrôlés
- Total : 13 officiers, 239 hommes[2]